# Hibbertia fasciculata
Hibbertia fasciculata är en tvåhjärtbladig växtart som beskrevs av Robert Brown och Dc. Hibbertia fasciculata ingår i släktet Hibbertia och familjen Dilleniaceae. Inga underarter finns listade i Catalogue of Life.